# Kilbagie
Kilbagie und Kennetpans waren Whiskybrennereien in Clackmannan, Clackmannanshire, Schottland. Sie wurden von den Brüdern John und James Stein gegründet und sind auf Grund ihrer engen wirtschaftlichen Verflechtung historisch nur schwer zu trennen. Die Ruinen der Kennetpans-Brennerei sind als Scheduled Monument denkmalgeschützt.

## Geschichte
Beide Brennereien wurde in den 1770er Jahren nahe Clackmannan gegründet und gehören somit zu den ältesten Brennereien der Region. Sie begannen mit der Produktion von Malt Whisky. Sie waren zunächst durch einen künstlichen Wasserweg, dann durch einen Schienenstrang miteinander verbunden. Diese Investition der Privatwirtschaft in infrastrukturelle Baumaßnahmen gilt als Pionierleistung. Auf Grund der steigenden Besteuerung von Whisky ging Kennetpans 1788 bankrott. Zu dieser Zeit waren je eine Grobbrandblase (Wash Still) und eine Feinbrandblase (Spirit Still) installiert. Der Sohn des Gründers führte die Brennerei jedoch ab 1795 fort. 30 Jahre später musste sie jedoch endgültig geschlossen werden. Die Gebäude sind seitdem unbewohnt und verfallen. Erwähnenswert erscheint auch, dass Kennetpans die erste Wattsche Dampfmaschine Schottlands besaß.
Kilbagie wurde Ende des 18. Jahrhunderts von Robert Stein gepachtet und in den 1830er Jahren von John Stein & Co. übernommen. 1845 wurde die Brennerei auf die Produktion von Grain Whisky umgestellt und eine Coffey Still installiert. 1852 war jedoch auch diese Brennerei bankrott. Die Gebäude wurden später zu einer Papiermühle umgerüstet.
In den späten 1770er Jahren produzierten die Brennereien über eine halbe Million Gallonen Alkohol. Beide Brennereien hielten zusätzlich Vieh (etwa 7000 Rinder und 2000 Schweine), das sie mit den Abfallprodukten der Whiskyproduktion ernährten und zum Schlachten verkauften.